# Hans Brehme
Hans Brehme (* 10. März 1904 in Potsdam; † 10. November 1957 in Stuttgart) war ein deutscher Komponist.

## Leben und Wirken
Brehme studierte von 1922 bis 1928 Klavier und Komposition an der Berliner Hochschule für Musik. Ab 1928 war er an der Stuttgarter Hochschule für Musik Klavierlehrer.
Nach der „Machtergreifung“ der Nationalsozialisten trat er zum 1. Mai 1933 der NSDAP bei (Mitgliedsnummer 3.229.836) und komponierte eine Musik zum Stadionspiel der nationalen Revolution. Seit 1936 war er Kompositionslehrer an der Musikhochschule Stuttgart. 1940 wurde Brehme in Stuttgart zum Professor ernannt. 1941 wurde seine Oper Der Uhrmacher von Straßburg uraufgeführt.
Von 1945 bis 1949 unterrichtete er als Professor am Hochschulinstitut für Musikerziehung in Trossingen, bevor er 1950 an die Musikhochschule Stuttgart zurückkehrte.

## Werke

### Chorwerke
- op. 9 Missa Brevis für Chor & Sopr. (1925)
- op. 12 Der 137. Psalm für Sopr./Barit. solo, Chor und Orchester (1925/29)
- op. 18 Das andere Land  Elegischer gelang für Männerchor und Kammer-Orchester (1927/29)
- op 26 Kleine Kantate nach Worten aus "Klein Ärmchen" (Morgenstern)  Kinderchor, Violinen, Blockflöten & 2 Klaviere (1932)
- op. 29  Das hohe Lied vom Fliegen; Kantate für Ten./Barit. , Chor & Orchester (1934)
- op. 35  Gesänge  für gem. Chor a capella (1937/39)

### Gesang mit Instrumenten
- op. 4  "Feierliche Abendmusik" (H. Hesse) für Bariton, Klarinette, Horn, Harfe und Streichquartett (1923)
- op. 5  6 Lieder nach Gedichten von H. Hesse (1923/24)
- op. 6  6 Lieder nach Gedichten von Storm, Morgenstern, von Münchhausen u. a. (1923/24)
- op. 8  3 Gesänge, für Bariton und Klavier (1925)
- op. 11  6 Lieder in Volkston, nach Gedichten aus dem "Kleinen Rosengarten" (Löns) (1925)
- op. 13  4 Lieder nach Gedichten von Storm und Flaischlen (1924/26)
- op. 16  9 Lieder und Gesänge nach Gedichten von H. Hesse (1926/29)
- op. 20  6 Lieder im alten Stil, für Ten. und Klavier nach Gedichten des Mittelalters (1930)
- op. 27  Burleske Kantate, nach Versen aus "Palma Kunkel" (Morgenstern) für Bar. und Klavier (1932)
- op. 28  Vagantenlieder, für Bar. und Klavier (1932/33)
- op. 31a  Drei Balladen für Bar. und Klavier (1935)

### Solo-Instrumente
- op. 1  Lyrische Var. über Schumann-Thema für Klavier (1924)
- op. 2  Suite nach "Immensee" (T. Storm) für Klavier (1923)
- op. 7  Sonate für Orgel (1923/24)
- op. 17  Sonate für Klavier (1929)
- op. 24  Introduktion und Toccata für Jankó-Klaviatur (1931)
- op. 37  Konzertsuite für Klavier (1940/41)
- op. 40  Suite für Handharmonika solo (1945)
- op. 57  Herbst-Elegie und Capriccio für Akkordeon (1953)

### Opern
- op. 14  "Der Tor und der Tod", Kammeroper in einem Aufzug nach Hofmannsthal. (1927/28)
- op. 36  "Der Uhrmacher von Straßburg", Oper in 3 Aufzügen. (Text: P. Ginthum) (1935/40)
- op. 39  "...." Heitere Oper in 3 Aufzügen. (1942/44)

### Orchester
- op. 10  Sinfonie (c-moll) (1924/25)
- op. 33  Triptychon (Fantasie, Choral & Finale über ein Thema von Händel) (1936/37)
- op. 38  Variationen über eine mittelalterliche Weise (1941/43)
- op. 42  Ballettsuite für Akkordeonorchester (1946)

### Orchester & Solo
- op. 15  Konzert für Klarinette und Streichorchester (1927/28)
- op. 21  Concerto sinfonico für 5 Solobläser, Streichorchester und Schlagzeug (1930)
- op. 31b  Drei Balladen für Bariton und Orchester (1937)
- op. 32  Konzert für Klavier und Orchester (1931/36)
- op. 43  Kammerkonzert für Vl., Vlc., Klavier und Streichorchester (1946)

### Kammermusik
- op. 3a  Streichquartett (1923)
- op. 3b  Quintett für Flöte, Oboe, Klarinette, Horn und Fagott (1923)
- op. 19  Divertimento für Flöte, Klarinette und Fagott (1939)
- op. 22  Streichquartett II (1931)
- op. 23  Partita für Streichquartett (1931)
- op. 25  Sonate für Alt-Saxophon und Klavier (1932)
- op. 30  Sextett für Flöte, Klarinette, Horn, Vl., Vla, und Vlc. (1935)
- op. 34  Rondo für Vlc. und Klavier (1937)
- op. 41  Sonate für Violine und Klavier (1945)
- op. 44  "Carmen nuptiale" für Vlc. und Klavier (1946)

Quelle: 